# Валери Тодоров
Валери Илиян Тодоров е български волейболист, разпределител, състезател на тима от волейболната Efbet Супер Лига на България ВК Сливнишки герой (Сливница), където старши треньор е Мартин Стоев. Част от разширения състав на младежкия национален отбор на България по волейбол.

## Биография
Валери Тодоров израства в гр. Сливница, където учи своето средно образование в местното СОУ „Св. Св. Кирил и Методий“, а по-късно в столичното 51 средно училище „Елисавета Багряна“.
Като дете започва да тренира във ВК „Люлин“ (София). От 2015 година играе за новосформирания ВК Сливнишки герой (Сливница). Играе последователно за кадетите и юношите на клуба. През 2017 г. е обявен за „най-добър разпределител“ на силен турнир в гр. Перник.
През 2019 г. започва с мъжката формация на клуба. Печели през 2021 г. титлата с клуба във Висшата волейболна лига на България, ставайки шампион след победа над ВК Дея (Бургас).
През Сезон 2021 – 2022 г. с тима на ВК Сливнишки герой (Сливница) е участник в елитната ЕФБЕТ Супер лига на България по волейбол